# Travis Tritt
James Travis Tritt (Marietta, 9 febbraio 1963) è un cantante statunitense, di musica country.

## Biografia
Nel 1989 ha firmato un contratto con la Warner Bros. Records e ha pubblicato il suo primo singolo dal titolo Country Club. Il primo album ha lo stesso titolo e viene prodotto da Gregg Brown. L'album ottiene un grande successo venendo certificato disco di platino dalla RIAA nel luglio 1991.
Nel 1991 viene pubblicato il secondo album It's All About to Change, che riceve un consenso commerciale ancora più ampio, vendendo oltre tre milioni di copie, trascinato dai brani Anymore e The Whiskey Ain't Working (cantata in duetto con Marty Stuart). Quest'ultima canzone vince il Grammy Award nella categoria "miglior collaborazione vocale country".
Dopo un tour viene pubblicato il terzo disco anticipato da un brano scritto da Kostas (Lord Have Mercy on the Working Man). T-R-O-U-B-L-E, questo è il titolo dell'album, viene seguito da un album natalizio.
Nel 1994 pubblica una cover del brano Take It Easy degli Eagles. Il quarto album è Ten Feet Tall and Bulletproof, diffuso in maggio. In questo lavoro sono presenti due brani scritti con Gary Rossington (Lynyrd Skynyrd) e una collaborazione con Waylon Jennings.
Nel 1995 viene pubblicato un greatest hits.
Nell'aprile 1996 torna a duettare con Marty Stuart per Honky Tonkin's What I Do Best, title track dell'album omonimo di Stuart.
Tritt torna con un suo lavoro poco tempo dopo con The Restless Kind, prodotto da Don Was.
L'ultimo album pubblicato per la Warner Bros. è No More Looking Over My Shoulder (1998).
Nel 1999-2000 infatti l'artista firma per la Columbia Records, che pubblica il successivo Down the Road I Go, contenente la hit Best of Intentions.
Pubblica altri due album tra il 2002 e il 2004. 
Nel luglio 2005 esce dalla Columbia e firma per l'etichetta indipendente Category 5 Records l'anno dopo.
Il suo successivo album viene prodotto da Randy Jackson.

## Discografia
Album studio
- 1990 – Country Club
- 1991 – It's All About to Change
- 1992 – T-R-O-U-B-L-E
- 1994 – Ten Feet Tall and Bulletproof
- 1996 – The Restless Kind
- 1998 – No More Looking Over My Shoulder
- 2000 – Down the Road I Go
- 2002 – Strong Enough
- 2004 – My Honky Tonk History
- 2007 – The Storm
- 2013 – The Calm Affair...
- 2021 – Set in the Stone

Raccolte
- 1992 – A Travis Tritt Christmas: Loving Time of the Year
- 1995 – Greatest Hits: From the Beginning
- 2007 – The Very Best of Travis Tritt

## Filmografia
- Per sempre la mia ragazza (Forever My Girl), regia di Bethany Ashton Wolf (2018)